# Annapurna Pictures
Annapurna Pictures és una empresa de cinema estatunidenca que va ser fundada al 2011 per Megan Ellison Està especialitzada en la producció de pel·lícules, la producció de televisió, el desenvolupament de videojocs, la distribució, el màrqueting i les finances.
A través de la seva filial Annapurna International, anteriorment anomenada Panorama Media, inverteix en finances i vendes.A més, produeix programes de televisió a través de la filial Annapurna Television i publica videojocs mitjançant la seva filial Annapurna Interactive.

## Filmografia

### Com a productora
| Any      | Títol                        | Notes |
| -------- | ---------------------------- | --- |
| 2012     | Lawless                      | coproducció amb The Weinstein Company |
| 2012     | The Master                   | coproducció amb The Weinstein Company |
| 2012     | Killing Them Softly          | coproducció amb Pla B Entertainment; distribuït per The Weinstein Company                                                                                    |
| 2012     | Zero Dark Thirty             | coproducció amb Columbia Pictures |
| 2013     | Spring Breakers              | coproducció amb Muse Productions; distribuït per A24 |
| 2013     | The Grandmaster              | coproducció amb Block 2 Pictures, Jet Tone Films, Sil-Metropole Organization i Bona International Film Group                                                 |
| 2013     | Her                          | coproducció amb Warner Bros. Pictures |
| 2013     | American Hustle              | coproducció amb Columbia Pictures i Atles Entertainment |
| 2014     | Foxcatcher                   | coproducció amb Sony Pictures Classics |
| 2015     | Joy                          | coproducció amb 20th Century Fox |
| 2016     | Tots volem alguna cosa       | coproducció amb Paramount Pictures |
| 2016     | Wiener-Dog                   | coproducció amb Killer Films; distribuït per Amazon Studios i IFC Films                                                                                      |
| 2016     | Sausage Party                | coproducció amb Columbia Pictures, Point Grey Pictures i Nitrogen Studios                                                                                    |
| 2016     | 20th Century Women           | produït per; distribuït per a24 |
| 2017     | The Bad Batch                | produït per; distribuït per Neon |
| 2017     | Detroit                      | coproducció amb First Light Productions i Page 1 |
| 2017     | Phantom Thread               | coproducció amb Focus Features i Ghoulardi Film Company |
| 2018     | The Sisters Brothers         | coproducció amb Why Not Productions i Page 114 Productions                                                                                                   |
| 2018     | If Beale Street Could Talk   | coproducció amb Pla B Entertainment i Pastís Productions |
| 2018     | The Ballad of Buster Scruggs | no apareix en crèdits; coproducció amb Netflix |
| 2018     | Vice                         | coproducció amb Pla B Entertainment i Gary Sanchez Productions                                                                                               |
| 2019     | Missing Link                 | coproducció amb Laika |
| 2019     | Booksmart                    | |
| 2019     | Where'd You Go, Bernadette   | coproducció amb Color Force |
| 2019     | Estafadoras de Wall Street   | només crèdits; produïda per Gloria Sanchez Productions, Nuyorican Productions i STX Entertainment                                                            |
| 2019     | Wounds                       | produït per; distribuït per Hulu |
| 2019     | Bombshell                    | només crèdits; produïda per Bron Studios, Denver and Delilah Productions, Lighthouse Mitjana & Management, Creative Wealth Mitjana, distribuït per Lionsgate |
| TBA 2020 | Kajillionaire                | coproducció amb Pla B Entertainment |

La companyia espera llançar anualment "aproximadament de quatre a sis pel·lícules".
| Estrena                | Títol                                  | Notes                                                      |
| ---------------------- | -------------------------------------- | ---------------------------------------------------------- |
| 4 d'agost de 2017      | Detroit                                |                                                            |
| 15 de setembre de 2017 | Brad's Status                          | distribuït amb Amazon Studios                              |
| 13 d'octubre de 2017   | Professor Marston and the Wonder Women | distribuït amb Stage 6 Films                               |
| 6 de juliol de 2018    | Sorry to Bother You                    |                                                            |
| 21 de setembre de 2018 | The Sisters Brothers                   | [ 23 ]                                                     |
| 14 de desembre de 2018 | If Beale Street Could Talk             | [ 24 ]                                                     |
| 25 de desembre de 2018 | Vice                                   | [ 25 ] [ 26 ]                                              |
| 25 de desembre de 2018 | Destroyer                              | [ 27 ]                                                     |
| 12 d'abril de 2019     | Missing Link                           | distribuït als Estats Units a través de United Artists[30] |
| 24 de maig de 2019     | Booksmart                              | distribuït als Estats Units a través de United Artists[30] |
| 16 d'agost de 2019     | Where'd You Go, Bernadette             | distribuït als Estats Units a través de United Artists[30] |